# 约翰·费罗普勒斯
约翰·费罗普勒斯（希臘語： 490年—570年）拜占庭帝国亚历山大语文学家、亚里士多德注释学家、基督教神学家，曾创作许多哲学和神学著作。他打破了亚里士多德和新柏拉图主义传统，质疑其方法论，最终为自然科学的经验主义开辟了道路。他提出了“冲力说”，类似于现代的惯性概念。他否认天体由神灵推动的自然观。他认为造物主创世之初就赋予天体一种“冲力”。这是一种不随时间流逝的动力，这种动力可以维持物体永远运动下去。因此，运动的物体一般并不需要经常有个推动者和它接触。